# 権代敦彦
権代 敦彦（ごんだい あつひこ、1965年9月6日 - ）は、東京都生まれの現代音楽作曲家。カトリック教徒。

## 略歴
桐朋学園大学作曲科卒業、同大学研究科修了。DAAD（ドイツ学術交流会／西ドイツ政府）奨学生として、フライブルク音楽大学現代音楽研究所に留学。文化庁派遣芸術家在外研修員としてパリ・IRCAM（フランス国立音響音楽研究所）でコンピュータ音楽を研究、実践。1994年よりイタリアのチッタ・ディ・カステッロ市の芸術奨学金を得て同地にて研修。作曲を末吉保雄、クラウス・フーバー、フィリップ・マヌリ、サルヴァトーレ・シャリーノに師事。東京コンサーツ所属。

## 受賞歴
- 1985年 - 文化庁舞台芸術創作奨励特別賞[4]
- 1986年 - 第55回日本音楽コンクール作曲部門入選
- 1987年 - 第56回日本音楽コンクール作曲部門第1位[5]
- 1989年 - 名古屋文化振興賞佳作
- 1990年 - 名古屋文化振興賞入選[6]
- 1991年 - ヴァレンティーノ・ブッキ国際作曲コンクール第1位[7]
- 1992年 - 第4回カジミェシュ・セロツキ国際作曲コンクールメック出版社特別賞(第2位相当)[8]
- 1996年 - 芥川作曲賞
- 1996年 - 出光音楽賞
- 1999年 - 中島健蔵音楽賞
- 2002年 - 芸術選奨文部科学大臣新人賞[9]
- 2016年 - 第64回尾高賞[10]
- 2025年 - 第72回尾高賞[11]

## 活動
2013年、サントリー芸術財団「作曲家の個展2013─権代敦彦」のテーマ作曲家として特集され、同財団委嘱によるオルガンとオーケストラのための《デッド・エンド》初演。2014年、NHK交響楽団「Music Tomorrow 2014」において、同楽団委嘱による《ユートピア ―どこにもない場所―》初演。2015年3月、東京芸術劇場委嘱による初の吹奏楽作品《Time No Longer ―もはや時がない―》初演。7月、オーケストラ・アンサンブル金沢委嘱による《Vice Versa ―逆も真なり―》初演。11月、フランクフルト放送交響楽団委嘱による《終わりへ向かって落ちる時間》初演。
尾高賞受賞後も、定期的に委嘱が入り作曲を続けている。

## 主要作品

### 管弦楽
- マラナ・タ（男声合唱、管弦楽）
- 沈黙への7つのコラール変奏曲
- 怒りの日／嘆きの日
- Father Forgive～The Litany of Reconciliation～ + In Paradisum
- 最後の7日間へのプレリュード
- 愛の儀式
- 終わりのはじまり／終わりのあとで
- 84000×0＝0
- 子守歌（メゾソプラノ、ピアノ、児童合唱、管弦楽）
- ゼロ
- ジャペータ――葬送の音楽I
- Utopia―どこにもない場所―作品142[注釈 1]

### 室内楽
- Rosario～薔薇の形をした詩による祈りの花環～（メゾソプラノ、チェロ、ピアノ）
- 虹（アルトサクソフォン、ピアノ）
- 聖衆早来迎（ソプラノ、クラリネット、ヴァイオリン、チェロ、ピアノ、ハープ、打楽器）
- コズミック・セックス（フルート、ヴァイオリン、チェロ、打楽器、ハープ、ピアノ）

### マンドリンオーケストラ
- ふるへ／をののき〜quake〜

### 現代邦楽
- 彼岸の時間（雅楽）

### ピアノ曲
- フーガ／ストレッタ
- 祈りの音―ピアノのための7つの瞑想―
- 高き道より我は来たれり
- 十字架への道／光への道
- 狂ったように、狂ったように、私も光を求める
- 青の彼方へ
- 無情の鐘

### その他の独奏曲
- 木はやはりなにも言わない（マリンバ）
- 永遠の賛歌（ヴァイオリン）

### 声楽
- AGNUS DEI／ANUS MUNDI I・II（I：混声合唱、ピアノ II：混声合唱、ピアノ、打楽器）
- Beyond the Light～gleam／gleam（混声合唱、ピアノ）
- 無量光／無量寿―無限のひかりといのち―（声明、雅楽、復元楽器、ソプラノ、オルガン）
- DYING PROJECT（混声合唱、ピアノ）
- 涙の谷にあなたを慕う（ソプラノ、2台のハープ）